# Hibridação 'in situ'

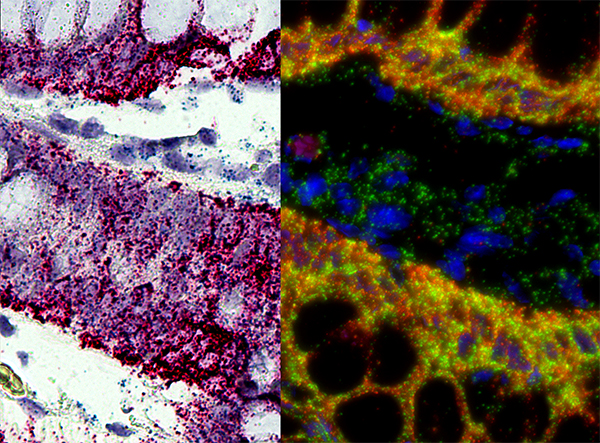
hibridização in situ de RNA - KRT5 e gene housekeeping em melanoma humano FFPE de trecho de tecido - visualizados sob microscópio ótico e de fluorescência

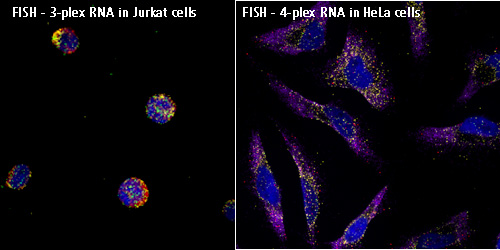
Visualização de Multiplex RNA em células usando Ensaios FISH ViewRNA

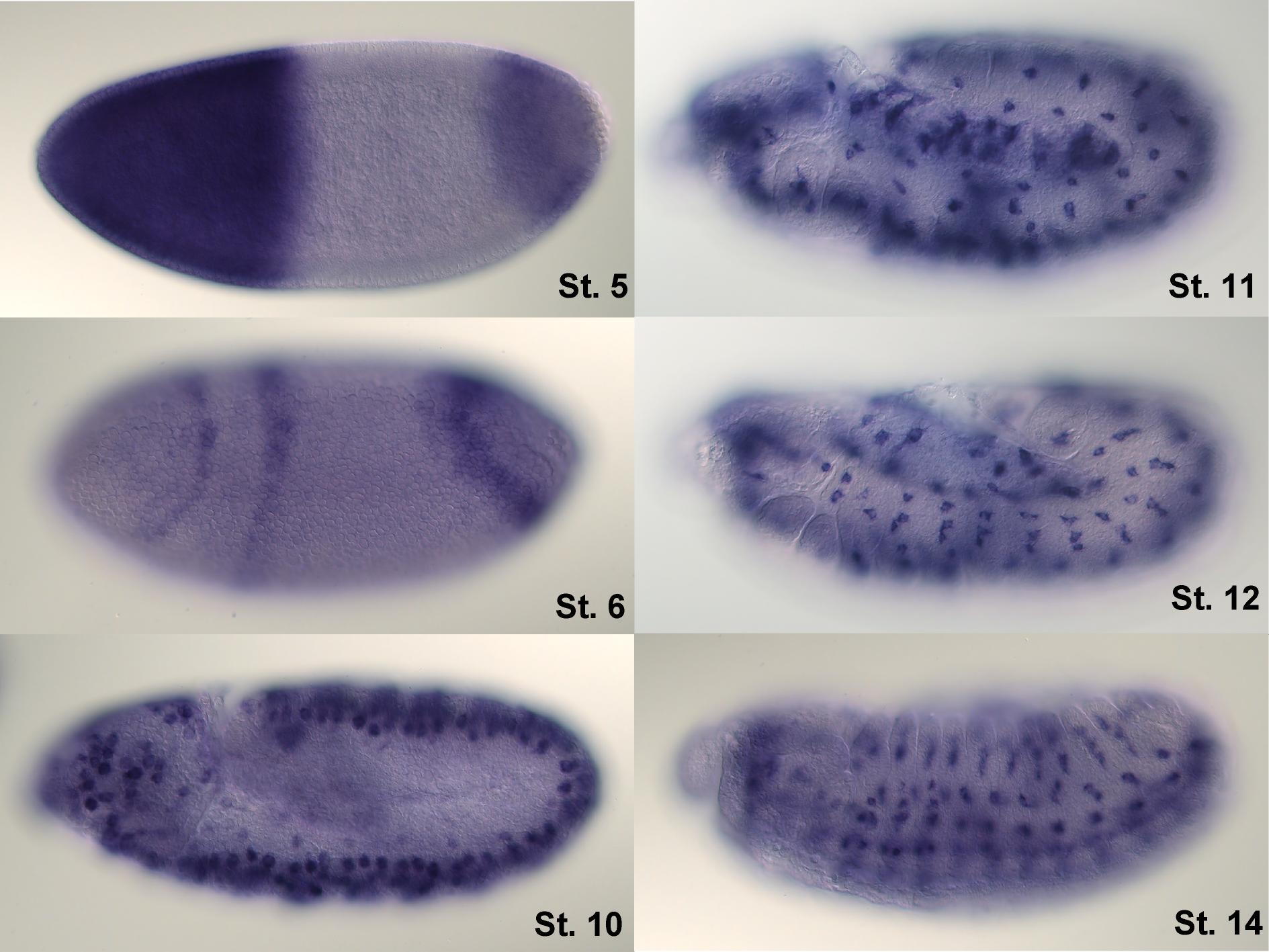
Hibridação in situ de tipo selvagem de embriões de Drosophila em diferentes estágios de desenvolvimento do RNA a partir de um gene chamado 'hunchback'.

A hibridação in situ, por vezes chamada de hibridização in situ (do inglês: "in situ hybridization") é uma técnica laboratorial que usa sondas de DNA, RNA que localizam outras sequências específicas de DNA ou RNA de uma parte ou trecho de tecido (in situ). Se o tecido for pequeno o suficiente (por exemplo, sementes de plantas, embriões Drosophila), pode ser aplicada ao tecido inteiro. É diferente da imuno-histoquímica, que geralmente localiza proteínas em seções de tecido.
A hibridação in situ é uma técnica poderosa para a identificação específica de tipos de mRNA dentro de células individuais em trechos de tecido, fornecendo esclarecimentos sobre os processos fisiológicos e patogênese de doenças. No entanto, a hibridização in situ exige medidas precisas de otimização para cada tecido examinado e, para cada sonda utilizada. A fim de preservar o mRNA alvo dentro dos tecidos, muitas vezes é necessário que fixadores reticulados (como o formaldeído) sejam usados.
A hibridação in situ é utilizado para revelar a localização específica de sequências de ácidos nucleicos nos cromossomos ou em tecidos, um passo crucial para a compreensão da organização, regulação e função dos genes. As principais técnicas atualmente em uso incluem: hibridização in situ para o mRNA com oligonucleotídeos e sondas de RNA (ambos de rádio-marcadores e hapteno-marcadores); análise microscópios de luz e eletrônicos; toda a montagem da hibridização in situ; dupla detecção de RNAs e RNA+proteínas; e hibridização fluorescente in situ para detectar sequências cromossômicas. DNA ISH pode ser usado para determinar a estrutura dos cromossomos. DNA Fluorescente ISH (FISH) pode, por exemplo, ser utilizado em diagnósticos médicos para avaliar a integridade cromossômica. RNA ISH (RNA in situ hybridization) é usado para medir e localizar as RNAs (mRNAs, lncRNAs, e miRNAs) dentro de trechos de tecido, células,  e circulação de células tumorais (CTCs). Hibridização in situ foi inventado por Joseph G. Fel e Mary-Lou Pardue.

## Processo
Para hibridação histoquímica de detecção de RNA, amostras de células e tecidos são fixados quimicamente para preservas os alvos no local e aumentar o acesso da sonda. Como observado acima, a sonda é um marcador complementar de DNA ou, mais comumente, de RNA (riboprobe). A sonda hibridiza a sequência marcadora em temperatura elevada, e, em seguida, o excesso de sonda é lavado (após a hidrólise utilizando RNase no caso de excesso de sonda de RNA não-hibridizada). Solução de parâmetros, tais como temperatura, sal, e/ou  concentração de detergente pode ser manipulada para remover quaisquer interações não-idênticas (por exemplo, apenas a exata sequência de combinações permanecerá vinculada). Em seguida, a sonda que foi marcada com um marcador de bases, de rádio, fluorescente ou antígeno (por exemplo, digoxigenina) é localizada e quantificada no tecido usando auto-radiografia, microscopia de fluorescência, ou imunohistoquímica, respectivamente. ISH também pode usar duas ou mais sondas, marcadas com radioatividade ou um marcador não-radioativo, para, simultaneamente, detectar duas ou mais transcrições.
Uma tecnologia alternativa, "branched DNA essay", pode ser usado para o RNA (mRNA, lncRNA, e miRNA ) em ensaios de hibridização  in situ com uma única molécula de sensibilidade sem o uso da radioatividade. Esta abordagem (por exemplo, ensaios ViewRNA) pode ser usada para visualizar até quatro alvos em um ensaio, e utiliza a sonda patenteada de design e amplificação de sinal bDNA para gerar sinais sensíveis e específicos. Amostras (células, tecidos, e CTCs) são fixadas, em seguida, tratadas para permitir o acesso do RNA marcador (RNA un-masking). A sonda de marcador específico hibridiza cada RNA marcador. Posterior amplificação do sinal é pressuposto específico de hibridização das sondas adjacentes (individual oligonucleotídeos [oligos] que se ligam, lado a lado, no RNA, os alvos). Uma típica sonda marcador-específico conterá 40 oligonucleotídeos, resultando em 20 pares oligo que se ligam lado-a-lado sobre o alvo para a detecção de mRNA e lncRNA, e 2 ou um único par de oligos de miRNA de detecção. A amplificação do sinal é conseguida através de uma série sequencial de passos de hibridização. Um pré-amplificador molecular hibridiza para cada oligo emparelhar com o alvo específico de RNA, então, múltiplos amplificadores moleculares hibridizam com cada pré-amplificador. Ao lado, várias sondas marcadoras de oligonucleotídeos (conjugado à fosfatase alcalina, ou diretamente para fluoróforos) hibridizam com cada amplificador molecular. Uma estrutura "árvore" totalmente montada de amplificação de sinal tem 400 sítios de ligação para a sonda marcadora. Quando todas as sondas marcadores-específicos se ligam no marcador mRNA de transcrição, ocorre amplificação de 8.000 vezes do sinal para aquele transcrito. Sistemas de amplificação de sinal diferentes, mas compatíveis  habilitam os ensaios multiplex. O sinal pode ser visualizado através de fluorescência ou microscópio.

## Passos básicos para sondas marcadoras digoxigenina
1. permeabilidade de células com proteinase K para abrir as membranas celulares (cerca de 25 minutos, não é necessário para trechos de tecido ou alguns  embriões em fase inicial)
2. ligação de mRNAs para sondas de marcados sonda de RNA (normalmente durante a noite)
3. anticorpo-fosfatase ligação a RNA-sonda (algumas horas)
4. coloração de anticorpos (por exemplo, com a fosfatase alcalina)

O protocolo leva em torno de 2 a 3 dias e leva algum tempo para configurar. Algumas empresas vendem robôs para automatizar o processo (por exemplo, Intavis InsituPro VSi). Como resultado, exames em grande escala, de milhares de genes,  foram conduzidos nos laboratórios. Os resultados geralmente podem ser acessados através de sites (ver ligações externas).